# VDRE
L'élément de réponse à la vitamine D (en anglais : vitamin D response element ou VDRE) est un type de séquence d'ADN qui se trouve dans la région promotrice des gènes régulés par la vitamine D. Cette séquence lie le récepteur de la vitamine D (VDR), lorsqu'elle est complexée au calcitriol (1,25(OH)2D), la forme active de la vitamine D, et régule ainsi l'expression de nombreux gènes.
Ces éléments de réponse consistent typiquement en deux demi-sites hexamériques conservés et séparés par un espaceur à trois nucléotides, appelé DR3 (pour répétition directe espacée par un élément de type 3). La séquence d'un VDRE peut avoir une forte influence sur le degré de liaison aux protéines, en particulier à la cinquième position dans le demi-site. De nombreuses études se sont concentrées sur les variations synthétiques des éléments de réponse et non sur les séquences naturelles.
Le récepteur de la vitamine D (VDR) est largement distribué dans les tissus et ne se limite pas aux tissus considérés comme les cibles classiques de la vitamine D. Le VDR, lors de la liaison au 1,25(OH)2D s'hétérodimérise avec d'autres récepteurs hormonaux nucléaires, en particulier la famille des récepteurs X des rétinoïdes. Ce complexe hétérodimère VDR/RXR se lie au VDRE spécifique dans les promoteurs des gènes qu'il régule. Une variété de protéines supplémentaires appelées coactivateurs se complexent avec les hétérodimères VDR/RXR activés soit pour former un pont entre le complexe VDR/RXR se liant au VDRE et les protéines responsables de la transcription telles que la liaison de l'ARN polymérase II au site d'initiation de la transcription, soit pour aider à démêler la chromatine au site du gène via le recrutement d'histones acétyltransférases (HAT), permettant à la transcription de se poursuivre.